# クロントゥーイ駅
クロントゥーイ駅（クロントゥーイえき、タイ語:สถานีคลองเตย、英語表記Khlong Toei MRT Station）は、タイ王国のバンコク都クローントゥーイ区にある、バンコク・メトロの駅である。駅番号は「BL24」。

## 概要
駅周辺には駅名と同じ名称のクロントゥーイ市場があるが若干遠く、隣駅であるQSNCC駅の方が最寄駅である。また、クロントゥーイ市場は観光客向けというよりは地元向けの巨大市場であり、何でも売っているが、特に青果・海産物が多い。24時間どこかしら営業している。そのほか付近には、香港市場、シンガポール市場、ペナン市場など貿易港の名前がついた市場がある。ペナン市場はチャイナタウン的な雰囲気のある市場である。
またクロントゥーイ港（バンコク港）というチャオプラヤー川の河川港があり、出稼ぎ労働者が多い。バンコク最大のクロントゥーイ・スラムがあるため、過去はかなり治安が悪かったが、最近は改善しているという。

## 歴史
- 2004年7月3日 【開業】ブルーライン（フワランポーン - バーンスー） (20.8km)

## 駅構造
フルスクリーンタイプのホームドアがあり、上下方向別単式ホーム2面2線の地下駅である。出口はラーマ4世通りに2箇所ある。

### 駅階層
| 地面    | 出入口                                                 | ラーマ4世通り                                          |
| 地下1階 | コンコース階                                           | ATM                                                    |
| 地下2階 | 改札口階                                               | 自動券売機、自動改札口                                 |
| 地下3階 | 上下方向別単式ホーム（フルハイトタイプホームドアあり） | 上下方向別単式ホーム（フルハイトタイプホームドアあり） |
| 地下3階 | 1番線・上り■ブルーライン                               | →ルンピニー・シーロム・フワランポーン方面              |
| 地下3階 | 2番線・下り■ブルーライン                               | ←QSNCC・スクムウィット・バーンスー方面                 |
| 地下3階 | 上下方向別単式ホーム（フルハイトタイプホームドアあり） |                                                        |

## 駅周辺
- 香港市場（出口2）
- シンガポール市場（出口2）
- ペナン市場（出口2）
- バンコク港（クロントゥーイ港）
- 電力公社
- プラテープ財団